# Ben 10: Alien Swarm
Ben 10: Alien Swarm är en film baserad på serien Ben 10. Filmen hade premiär den 25 november 2009 i USA. Huvudrollerna spelas av Ryan Kelley (Ben Tennyson), Barry Corbin (Farfar Max Tennyson), Galadriel Stineman (Gwen Tennyson), Nathan Keyes (Kevin Levin) och Alyssa Diaz (Elena Validus).